# بارا دي فاليثاس
بارا دي فاليثاس (تُعرف أيضًا بفوندو دي فاليثاس أو فاليثاس) هي منتجع في الجنوب الشرقي لأوروغواي.

## الموقع
تقع على ساحل المحيط الأطلنطي، على بعد 4 كم (2.5 ميل) شرقًا من الكيلو 271 في طريق 10، وعلى بُعد قرابة 8 كم (5.0 ميل) من شمال كابو بولونيو ويفصلهم عن بعض خط طويل من الكثبان الرملية الضخمة.

## تعداد السكان
في عام 2011، وصل عدد سكان بارا دي فاليثاس 330 نسمة وبلغ عدد المساكن 995.
| العام | السكان | المساكن |
| ----- | ------ | ------- |
| 1963  | 22     | 19      |
| 1975  | 53     | 76      |
| 1985  | 113    | 333     |
| 1996  | 254    | 719     |
| 2004  | 356    | 876     |
| 2011  | 330    | 995     |

## وصلات خارجية
- Information for Valizas Uruguay
- INE map of Barra de Valizas
- Tourist information for Valizas